# 고사: 피의 중간고사
"고死: 피의 중간고사"는 2008년 8월 6일 대한민국에서 개봉한 공포 스릴러 영화로 이범수, 윤정희, 남규리, 김범 주연의 작품이다.

## 줄거리
수능을 200일 앞둔 한 고교. 중간고사가 끝난 직후 전교성적 최상위 20명을 따로 뽑아 특별반 엘리트 수업을 실시한다. 그런데 영어비디오가 흘러나와야할 모니터 화면이 지지직거리더니 갑자기 빈 수조에 갇혀 당황하는 전교 1등 민혜영의 모습으로 바뀌었고 순간 고요하던 교실은 혼란에 빠진다. 수업을 진행하던 영어교사 최소영도 어찌할바를 몰라 부랴부랴 휴대폰부터 꺼내 들었지만 이미 휴대폰은 말할 것도 없고 인터넷을 비롯한 모든 전자기기가 먹통이 되어 작동하지 않는 상황. 그때 스피커에서 흘러나오는 의문의 방송.
| “ | "지금부터 여러분들을 대상으로 중간고사를 다시 보겠습니다. 문제를 풀지 못하면, 1명씩 죽게 됩니다. 똑똑한 친구들이 모였으니 잘 풀어내리라 생각합니다. 학교 밖으로 나간다면, 나간 사람은 비참하게 죽게 될 것입니다. 명심하세요. 학교를 벗어나지 마십시오. 그럼 이 시험은 모든 문제를 풀어야만 완성된 답이 나옵니다. 그럼 지금부터 첫 번째 시험을 시작하겠습니다. 첫 문제는 이미 출제하였습니다. 시험 문제를 풀지 못한다면 이 아이는 죽습니다." | ” |

방송이 끝남과 동시에 수조에는 물이 차오르기 시작했고 혼란은 더더욱 가중됐다. 그때 교무주임 이치영이 문제아 강현을 일방적으로 범인으로 몰아가면서 구타를 했고 국어교사 황창욱이 뜯어말리는 사이 한 여학생이 비명을 질렀다. 이어 모두의 시선이 모니터에 고정됐고 순간 교실이 정적에 휩싸였다. 물이 차오르는 수조에서 허우적거리던 혜영이 끝내 익사해버리고 만 것이었다. 혜영의 죽음을 시작으로 전교2등 손동혁, 전교3등 차재욱, 전교4등 윤명효, 전교 10등 윤수진까지 차례로 없어지기 시작했고 모두 끔찍한 주검으로 돌아왔다. 결국 신성한 학업의 장이 되어야 할 학교는 죽음과 맞서는 생존투쟁의 현장으로 바뀌고 만다.

## 캐스팅
- 이범수 : 황창욱 역
- 윤정희 : 최소영 역
- 남규리 : 이나 역
- 김범 : 강현 역
- 손여은 : 윤명효 역
- 이얼 : 수위 역
- 김소희 : 지원 엄마 역
- 공정환 : 이치영 역
- 은정 : 김지원 역
- 강원 : 손동혁 역
- 양지원 : 민혜영 역
- 권현상 : 차재욱 역
- 다건 : 윤수진 역
- 손호준 : 조범 역
- 문웅기 : 김형진 역
- 진성 : 박우람 역
- 이채원 : 염지향 역
- 유신애 : 박진경 역
- 강이슬 : 최은주 역
- 이도현 : 박찬주 역
- 노행하 : 김미진 역
- 최배영 : 박현경 역